# Хотан
Хотан или Хэтянь (уйг. خوتەن / Хотән‎, кит. упр. 和田市, пиньинь Hétián shì) — оазис и городской уезд в округе Хотан на юго-западе Синьцзян-Уйгурского автономного района КНР, южнее пустыни Такла-Макан.

## География
В силу близости пустыни климат в Хотане крайне засушливый. Реки Каракаш и Юрункаш, при слиянии дающие начало реке Хотан, пересыхают с весны по осень. Сельское хозяйство (злаки, хлопчатник, шелковица, овцеводство) приурочено к ирригационным сооружениям. Хотан славится своей шерстью и особенно коврами, которые долгое время считались лучшими к востоку от Самарканда. В долинах рек добывают золото и нефрит.

### Климат
| Показатель                    | Янв. | Фев. | Март | Апр. | Май  | Июнь | Июль | Авг. | Сен. | Окт. | Нояб. | Дек. | Год  |
| ----------------------------- | ---- | ---- | ---- | ---- | ---- | ---- | ---- | ---- | ---- | ---- | ----- | ---- | ---- |
| Средний суточный максимум, °C | 0,8  | 5,4  | 15,2 | 23,3 | 27,5 | 31,0 | 32,6 | 31,4 | 26,9 | 20,2 | 10,6  | 2,3  | 18,9 |
| Средняя температура, °C       | −4,8 | −0,2 | 8,8  | 16,4 | 20,6 | 23,9 | 25,4 | 24,4 | 19,7 | 12,5 | 3,9   | −3,4 | 12,2 |
| Средний суточный минимум, °C  | −9,6 | −4,9 | 2,9  | 10,0 | 14,3 | 17,5 | 19,1 | 18,2 | 13,3 | 5,9  | −1,4  | −7,8 | 6,4  |
| Норма осадков, мм             | 1    | 2    | 0    | 2    | 7    | 7    | 5    | 3    | 2    | 1    | 0     | 0    | 30   |
| Источник: World Climate       |      |      |      |      |      |      |      |      |      |      |       |      |      |

## История

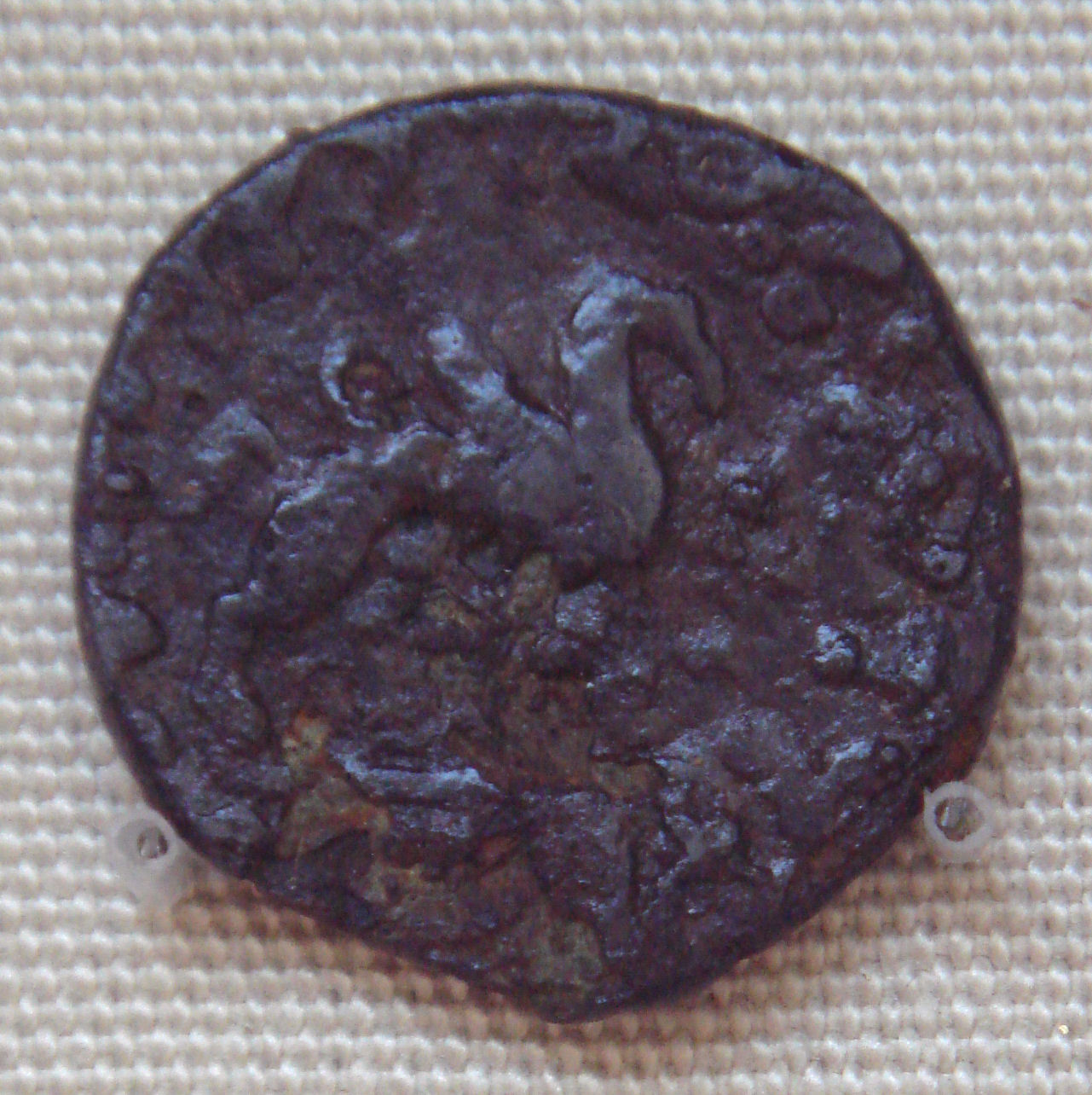
Бронзовая монета Вимы Кадфиза, найденная в Хотане

История города неразрывно связана с функционированием Великого шёлкового пути, который отсюда шёл либо на юг, в Индию, либо на запад, через ущелья Памира. В древности в оазисе обитали носители тохарского языка, которые рано приняли буддизм и мумии которых были обнаружены европейскими исследователями в начале XX века. Вероятно, что здешние монахи первыми познакомили с буддийским вероучением китайцев, которых влекли в Хотан запасы высоко ценившегося при дворе императора поделочного камня — нефрита.
Приблизительно со II века до н. э. оазис заселяется сакскими ираноязычными племенами, оставившими довольно многочисленные памятники буддийской литературы на хотаносакском языке I тысячелетия до н. э. С их появлением связано собственно основание города и получение им известного нам названия (иран. xvatan). Начиная с IX—X веков хотаносакский язык постепенно вытесняется тюркскими наречиями.
Хотанский оазис (называемый в старых китайских текстах 和阗) обозначал предел распространения китайских границ во времена империй Хань (в 73 году здесь побывали войска Бань Чао) и Тан (в 630-е гг. здесь была китайская пограничная застава). По преданию, ещё в V веке китайская царевна, выданная замуж за хотанского князя, тайком вывезла из Поднебесной в своей пышной причёске куколки тутового шелкопряда. Таким образом, Хотан стал первым центром шелководства за пределами Китая; именно отсюда секрет его производства просочился в Персию и Византию.
В X веке в Хотане господствовали кашгарские князья. В периоды своего наивысшего могущества оазис пытались подчинить также владыки Тибета. Посетивший город в 1274 г. Марко Поло восхищался качеством местных тканей.
Китайцы окончательно утвердились в мусульманском Хотане в середине XVIII века, установив здесь в 1759 году административный аппарат Цинской империи. В 1862-78 гг. город был одним из центров дунганского восстания и признавал власть Якуб-хана.
После образования КНР официальная китайская транскрипция названия «Хотан» в 1959 году была изменена с 和阗 на 和田. В 1984 году городской уезд Хотан был выделен из уезда Хотан в отдельную административную единицу.
В 2011 году группа уйгурских экстремистов захватила полицейский участок в Хотане. В результате боёв погибло 18 человек.

## Административное деление
Городской уезд Хотан делится на 4 уличных комитета, 2 посёлка и 6 волостей.

## Транспорт
- Хотан (аэропорт)

## Галерея

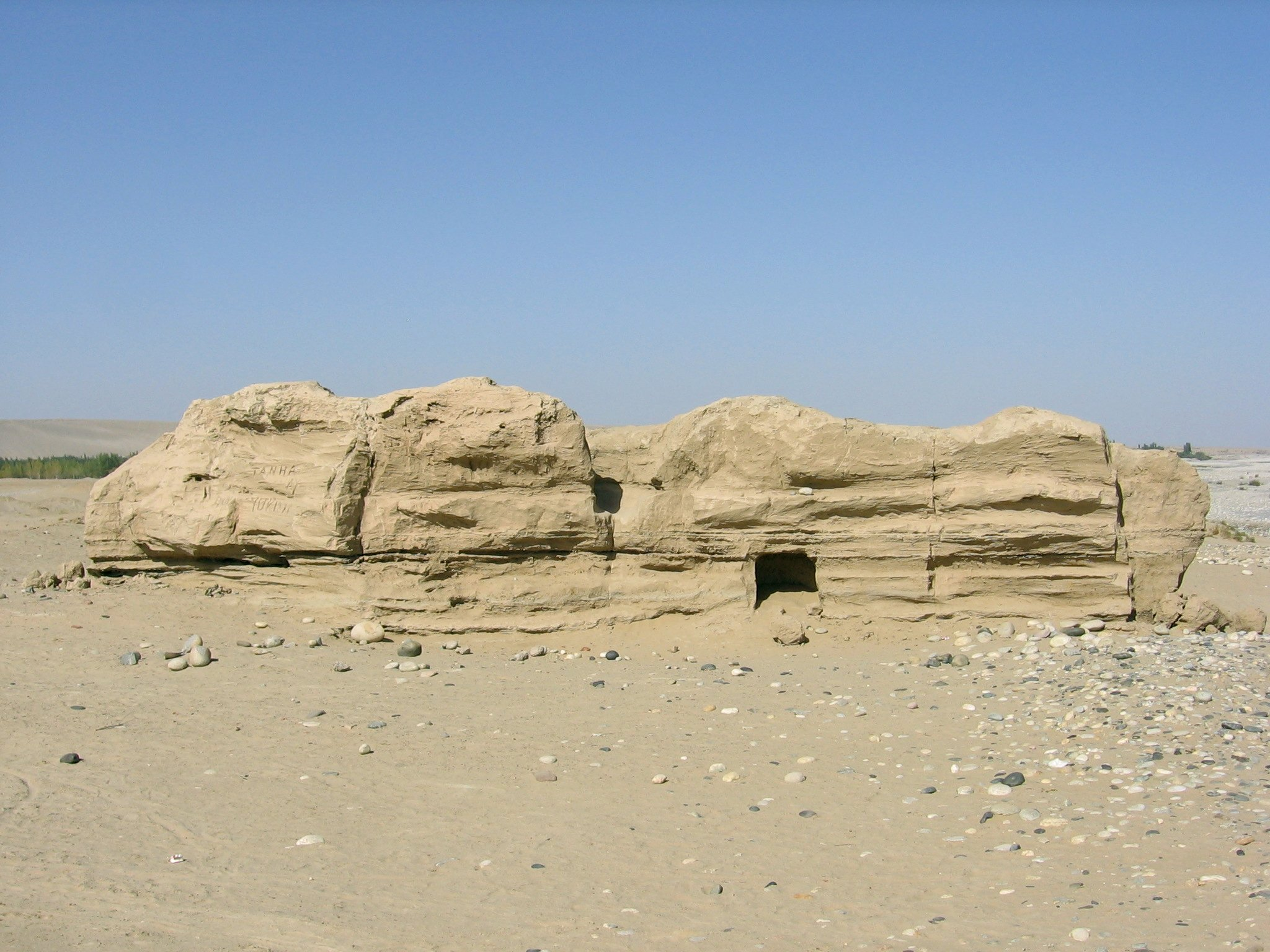
Руины Меликавата около Хотана
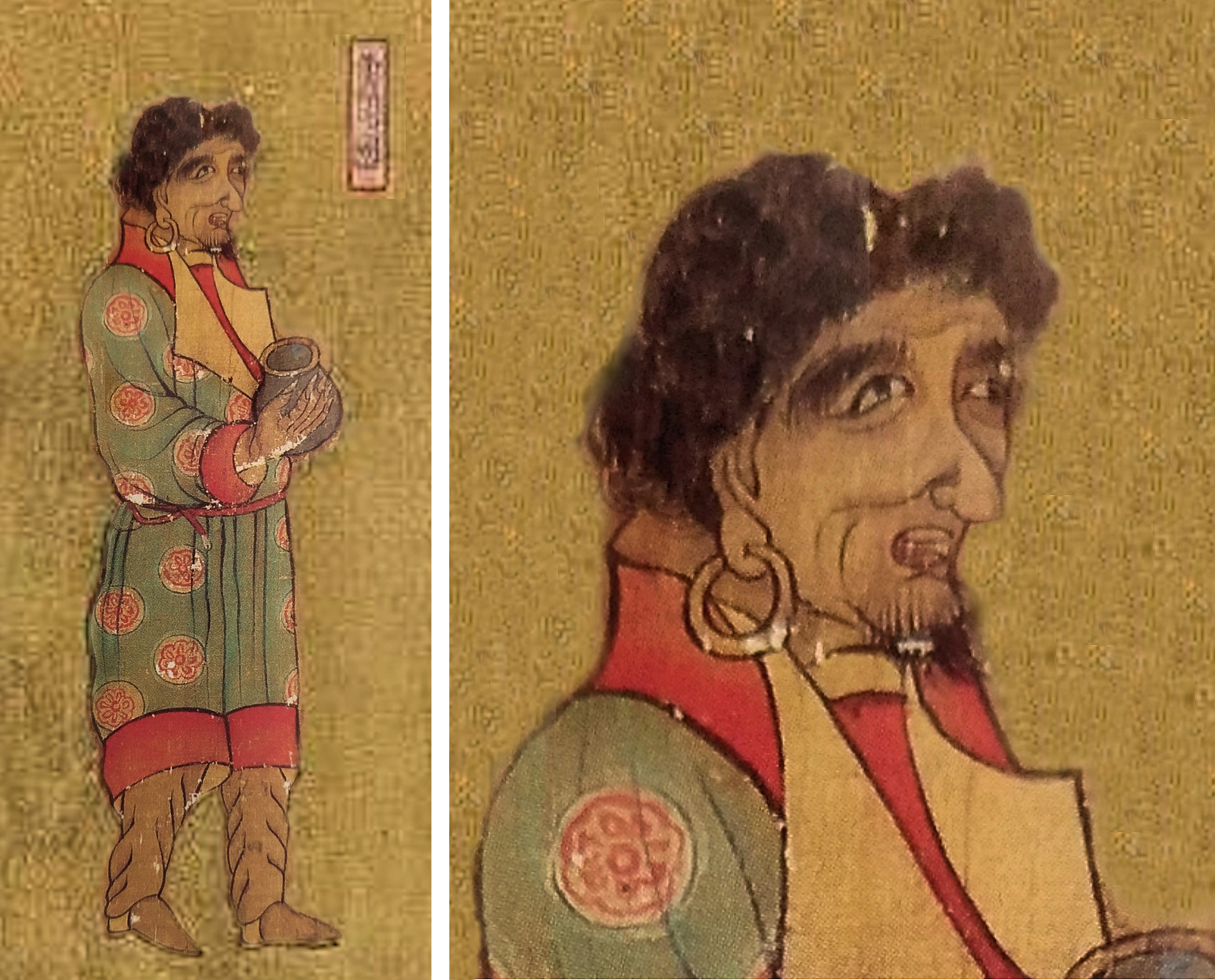
Посол из Хотана (于闐國, Ютянь) в империю Тан в «Портретах периодических пожертвований» (王會圖), около 650 г. н. э.
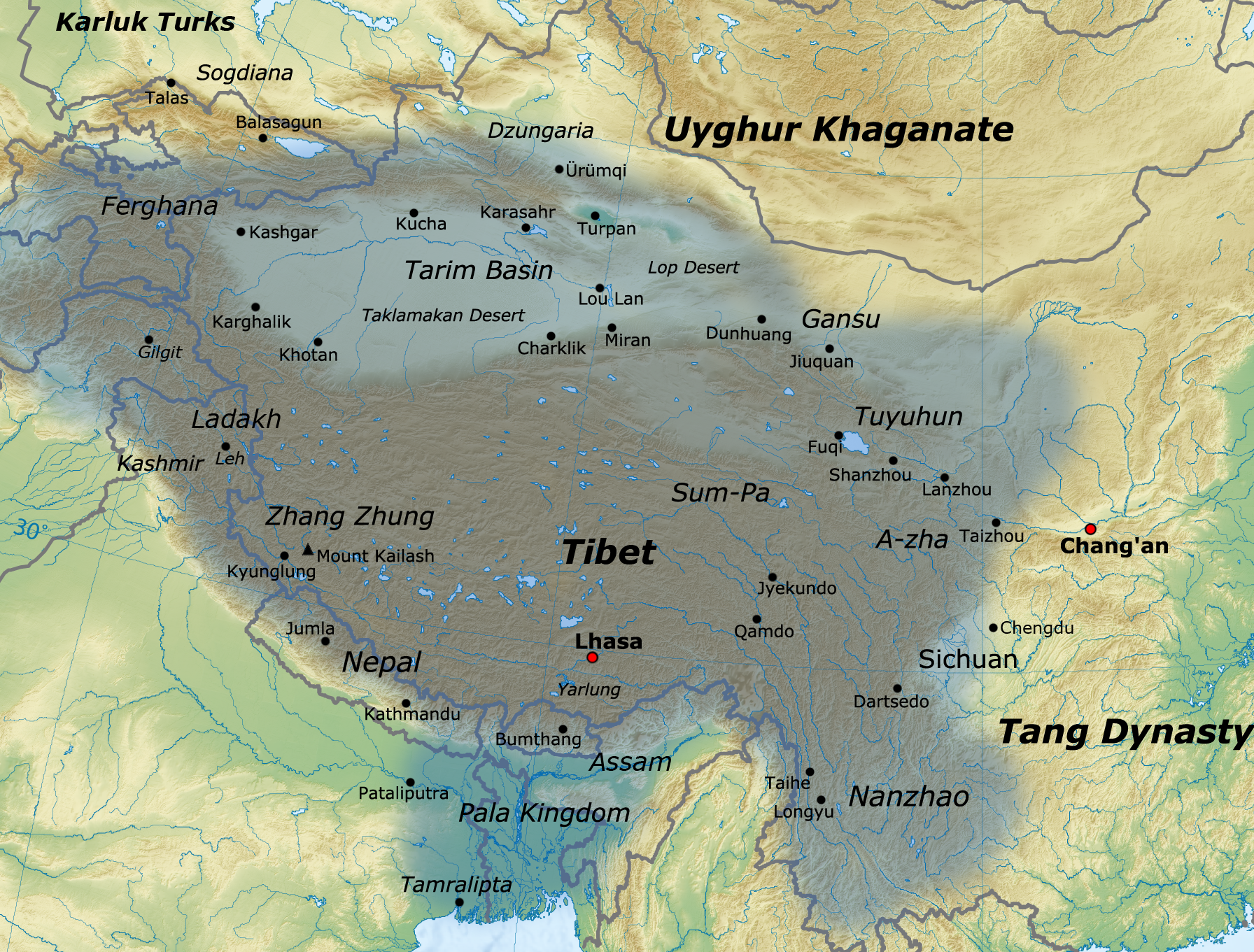
Хотан в Тибетской империи
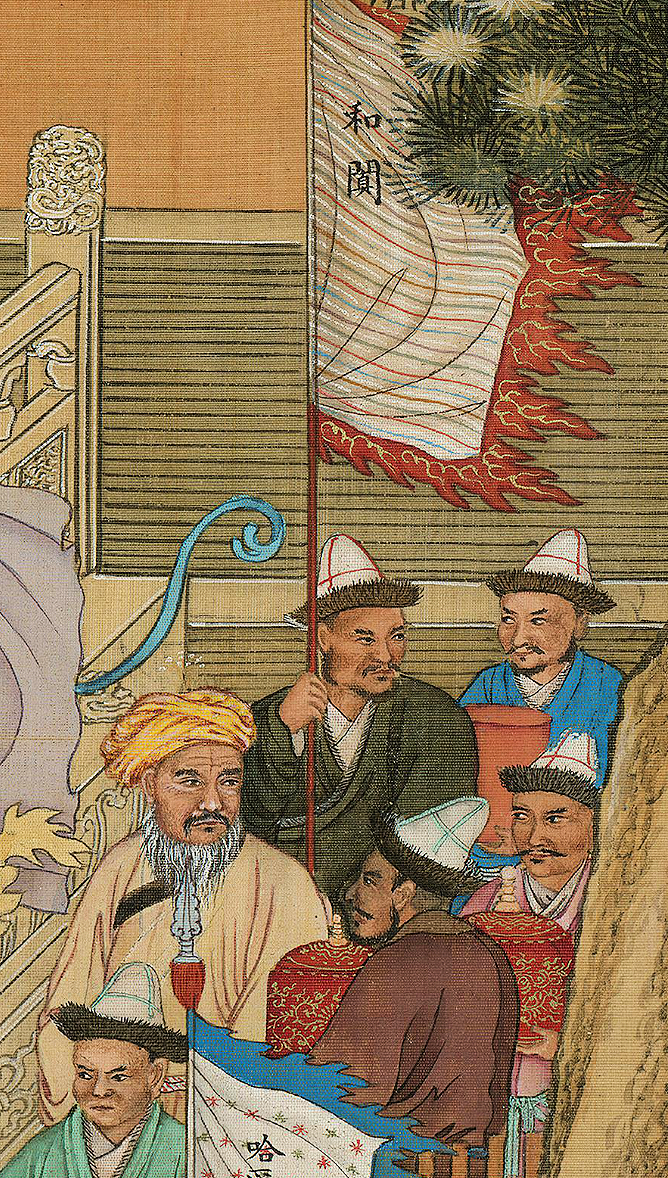
Делегация Хотана (和阗) в Пекине, Китай, в 1761 г. Десять тысяч наций приходят отдать дань уважения
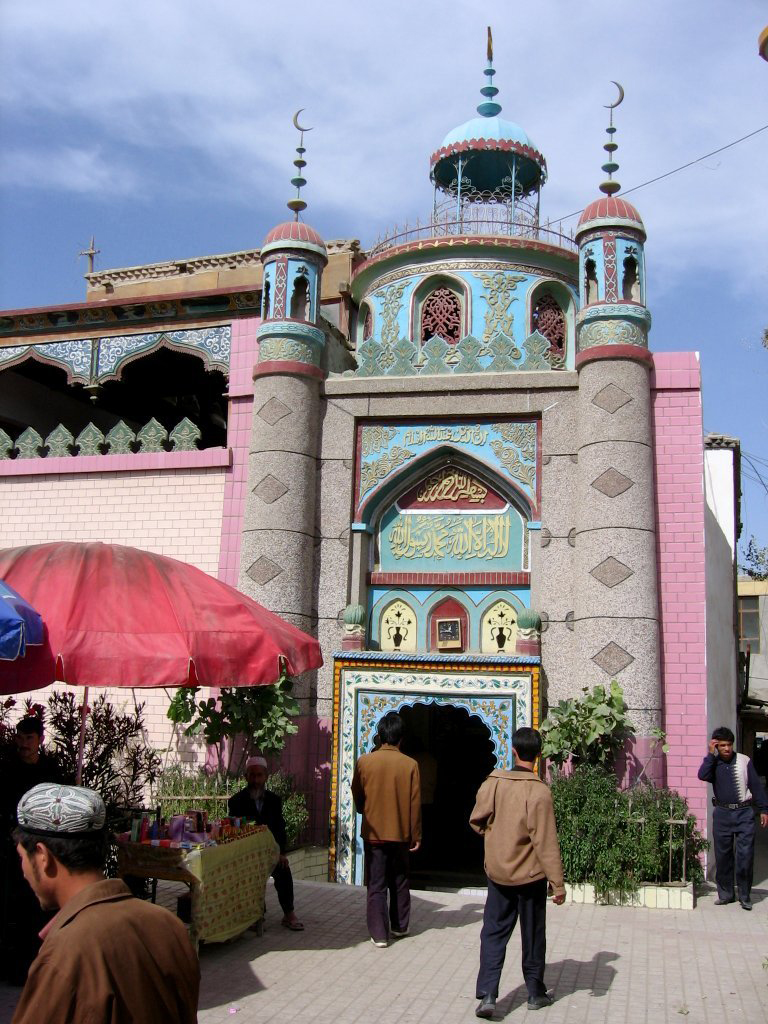
Мечеть в Хотане
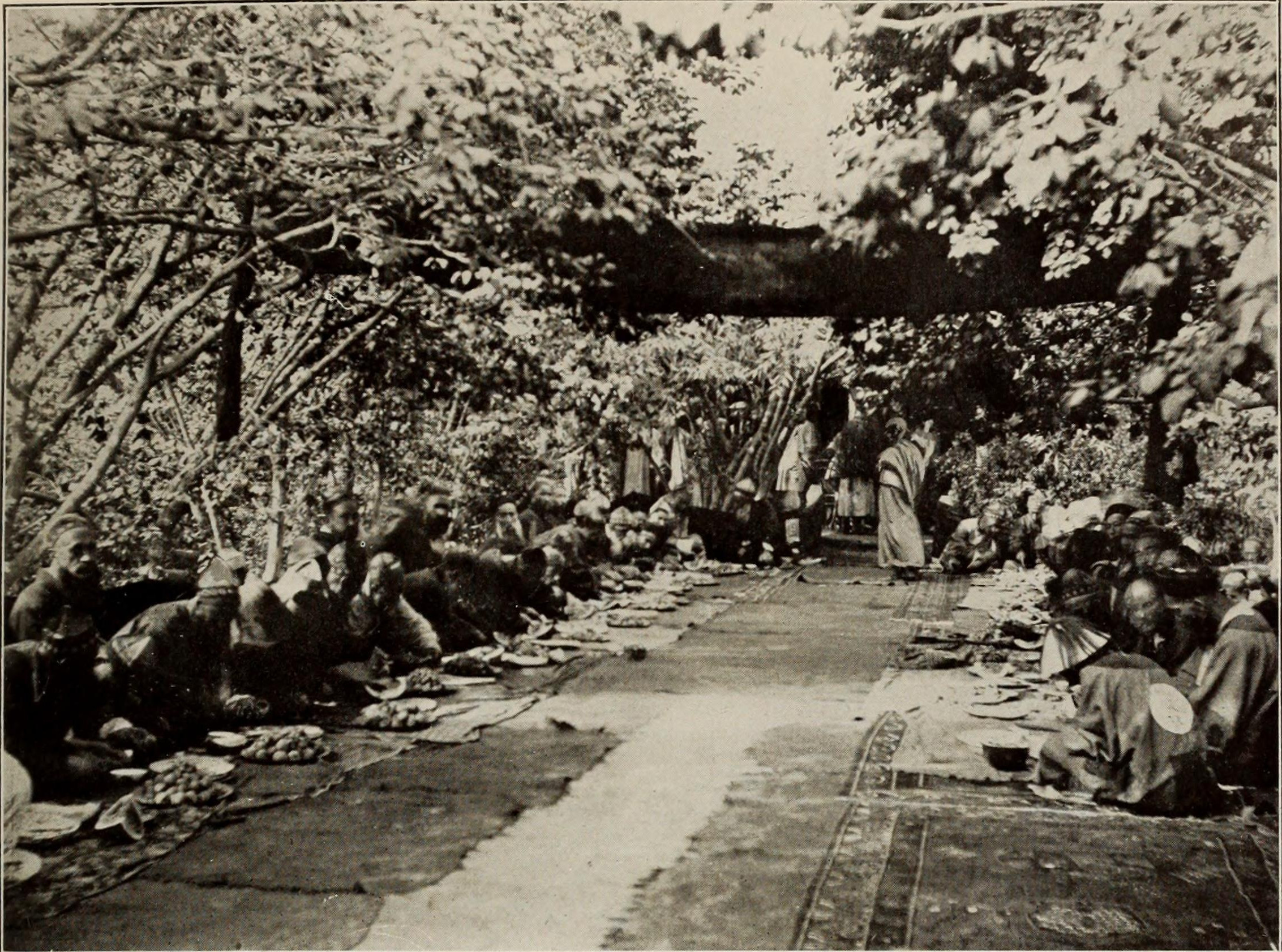
Гости амбана Чэ Та-жен на террасе в Нар-Баге, 1912 г.
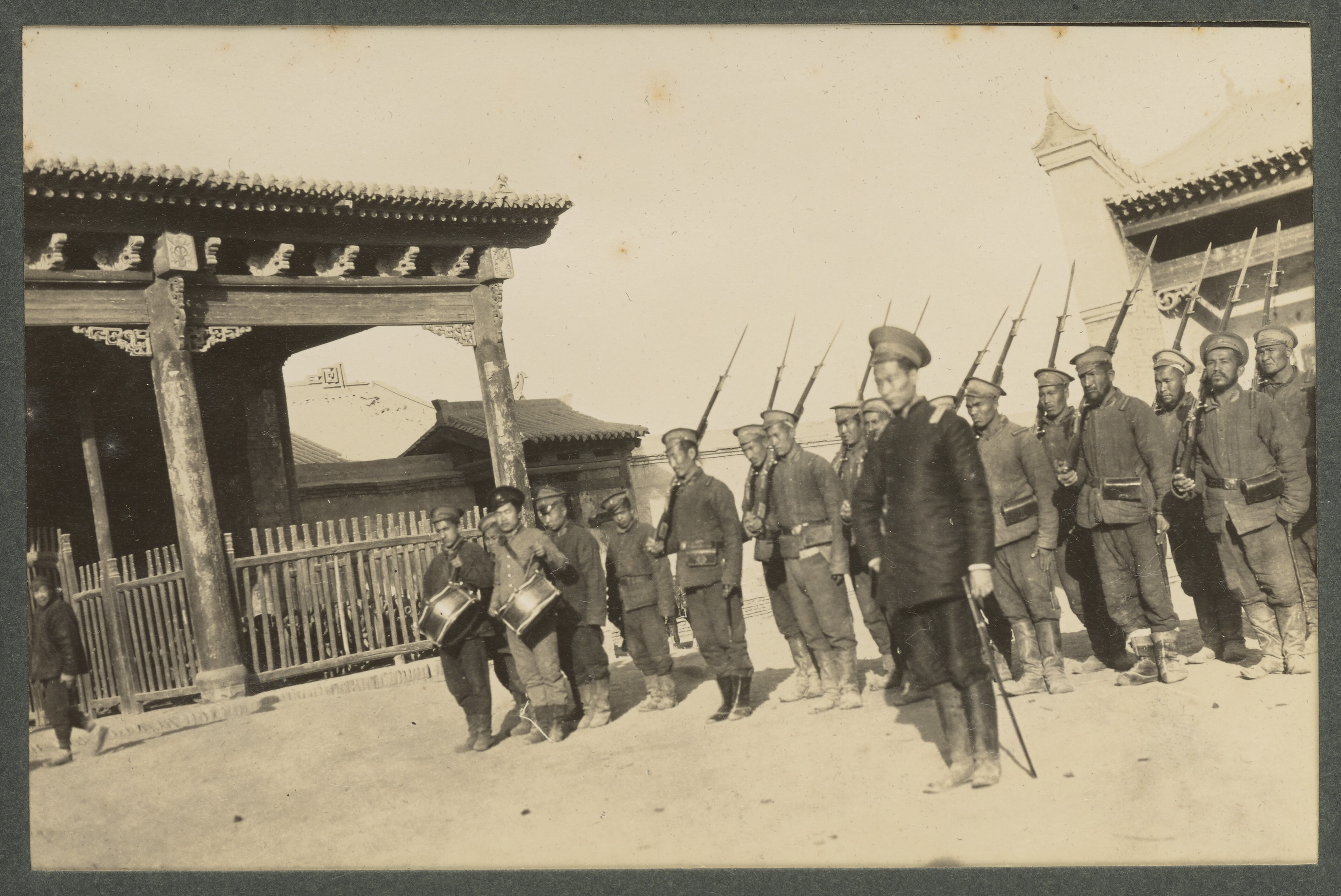
Китайские войска в Хотане, 1915 г.
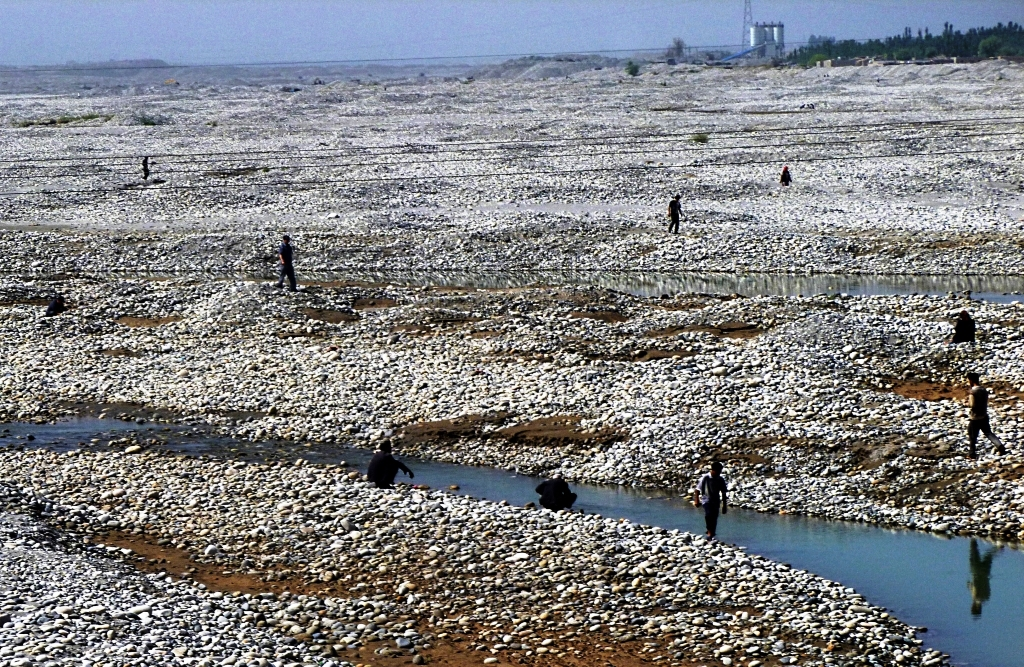
Сбор нефрита в реке Белого нефрита близ Хотана в 2011 году
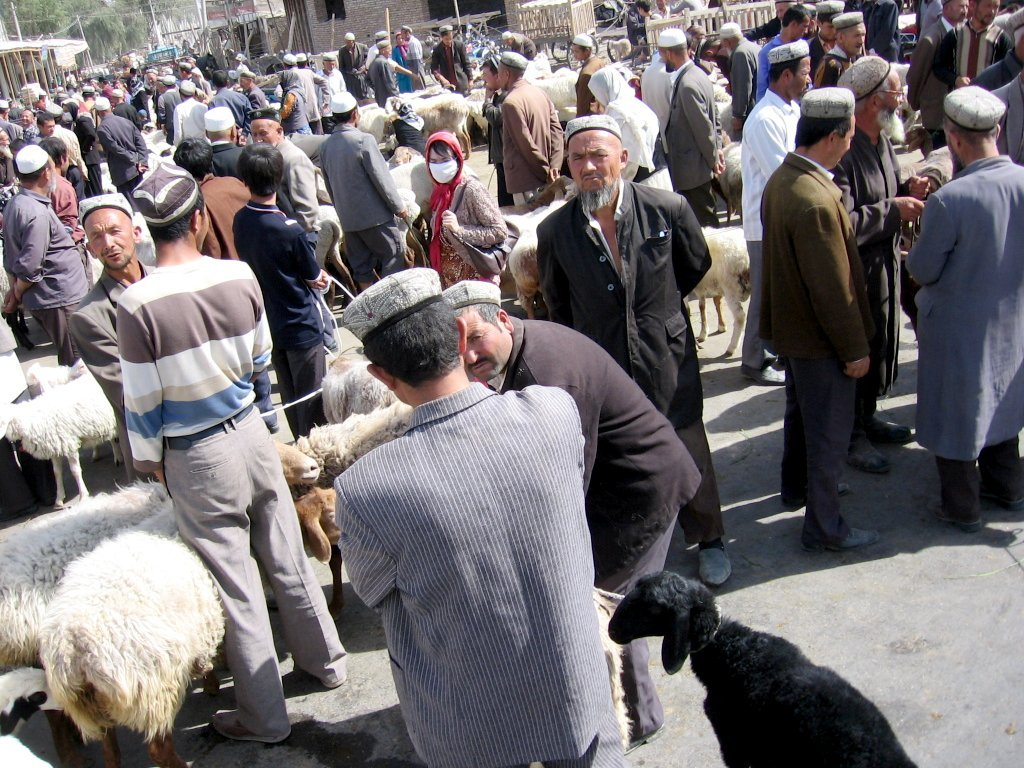
Местные на оживлённом рынке Хотана
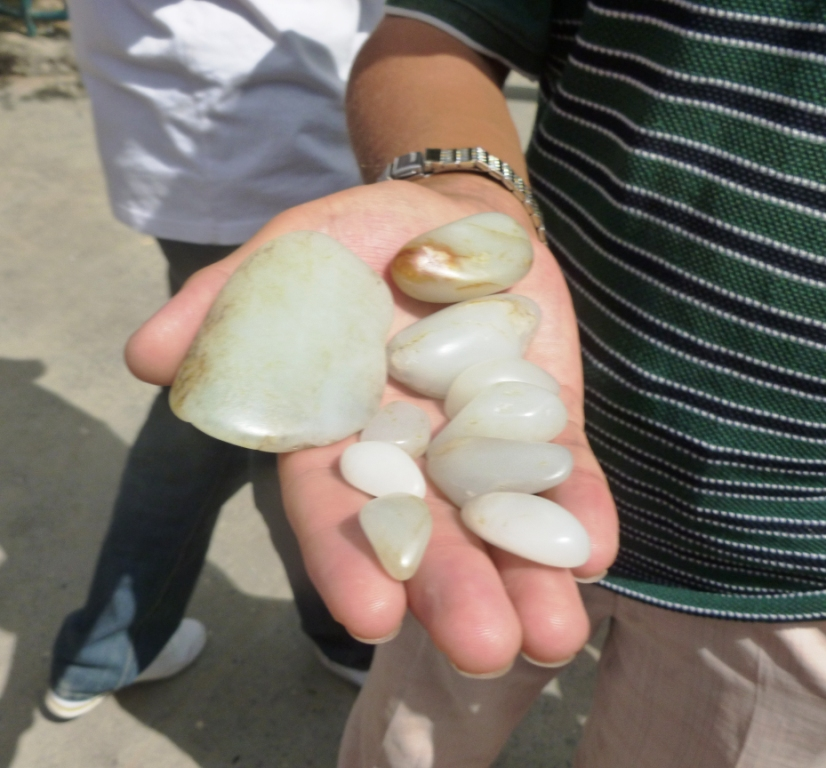
Светлого цвета или «цвета бараньего жира» нефрит для продажи на Хотанском нефритовом рынке
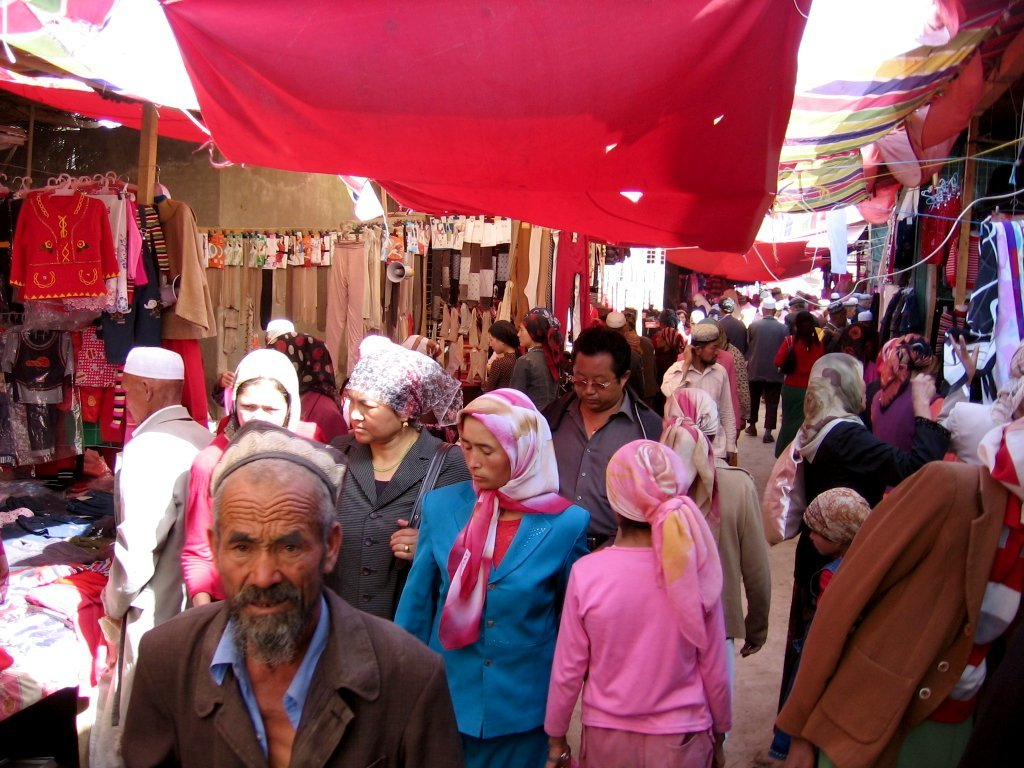
Рынок в Хотане
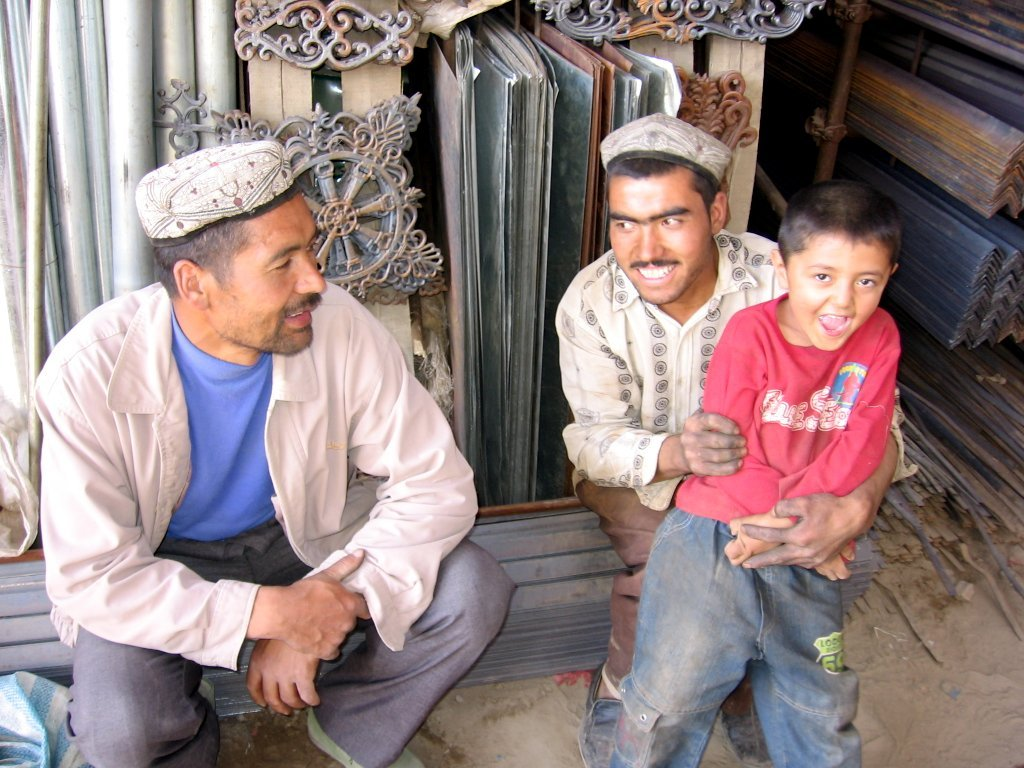
Уйгуры на Воскресном рынке
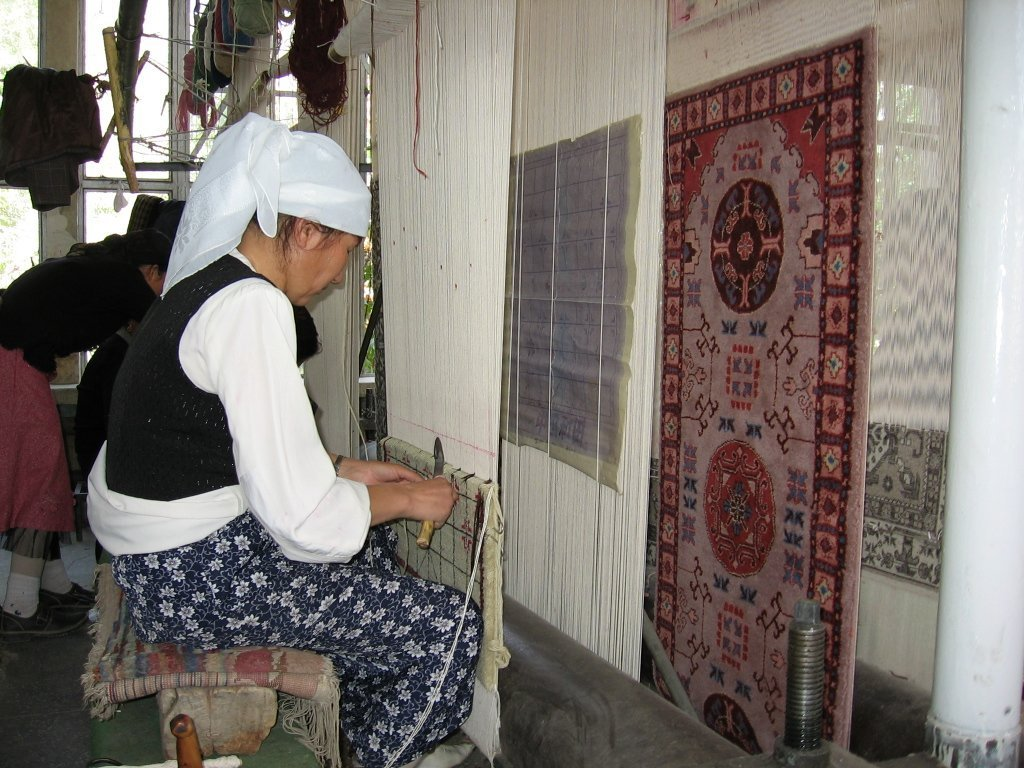
Ковёр, сотканный в Хотане
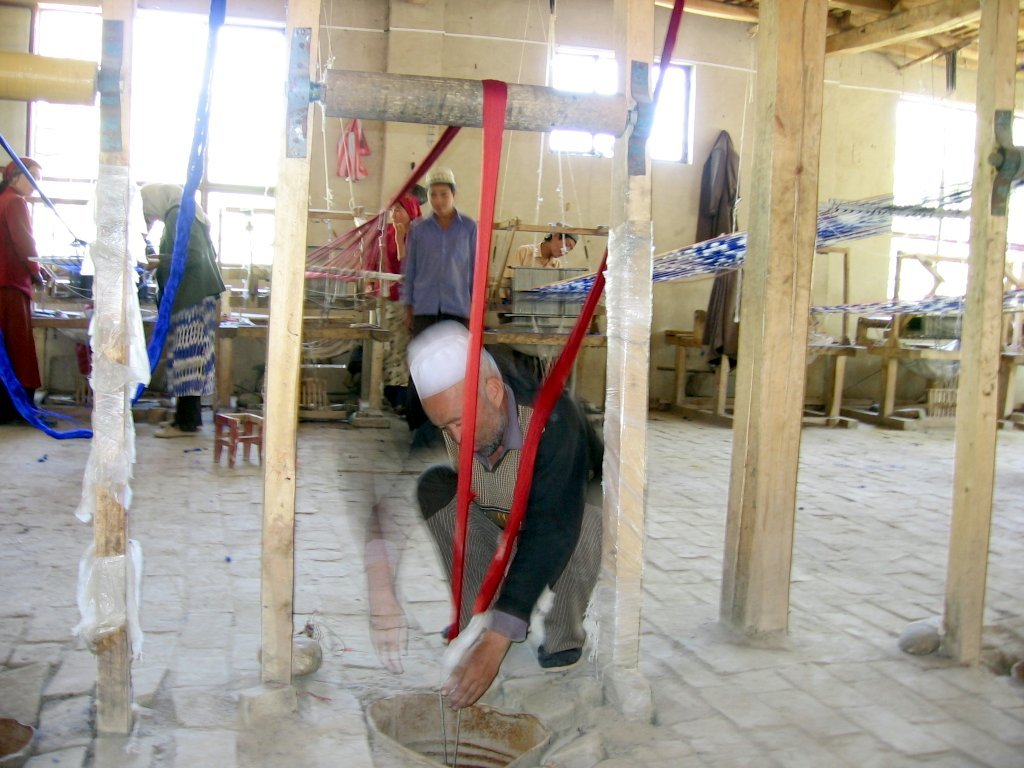
Шёлк, сотканный в Хотане
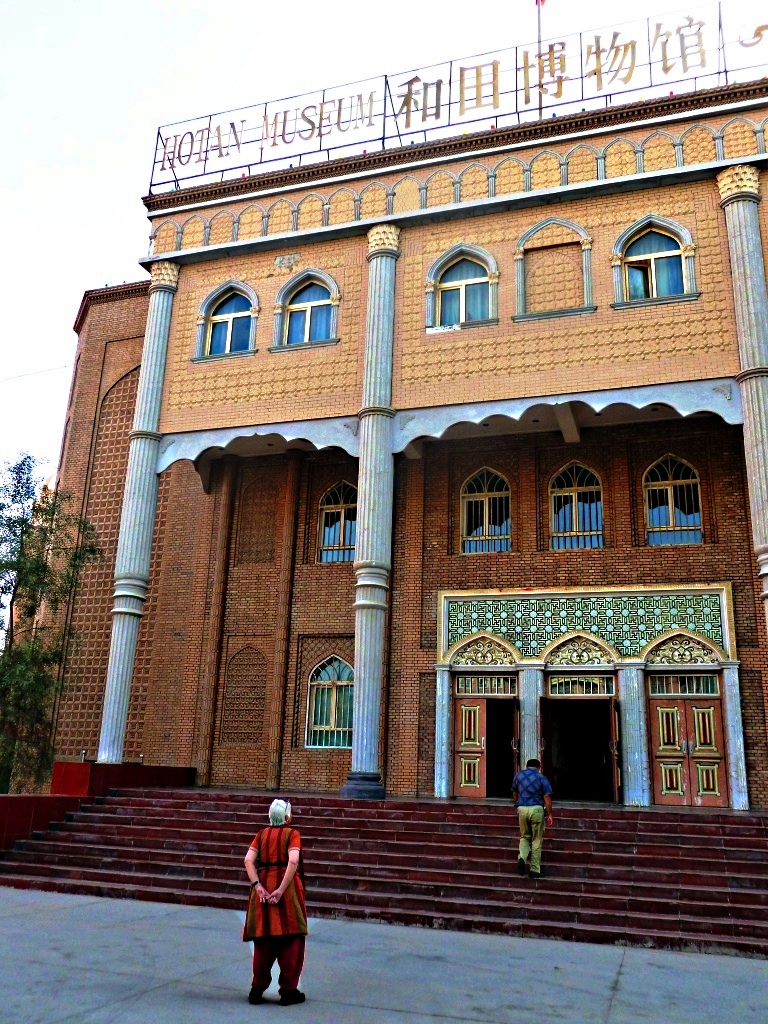
Вход в Хотанский музей культуры[англ.]
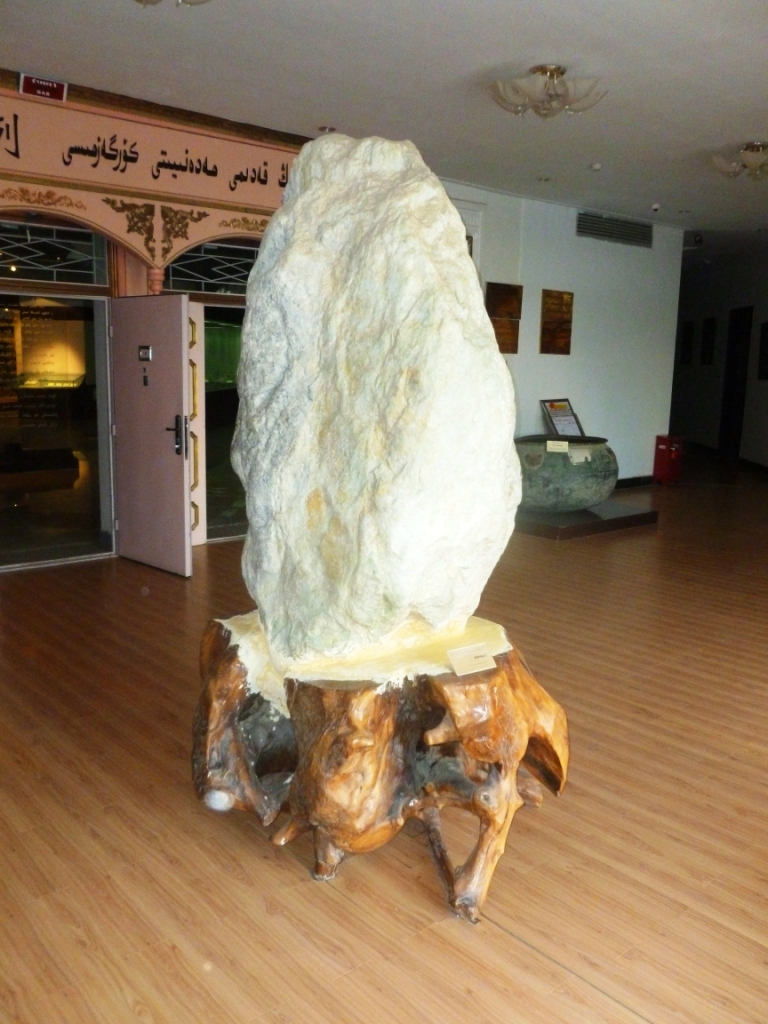
Местный нефрит в вестибюле Музея культуры Хотана
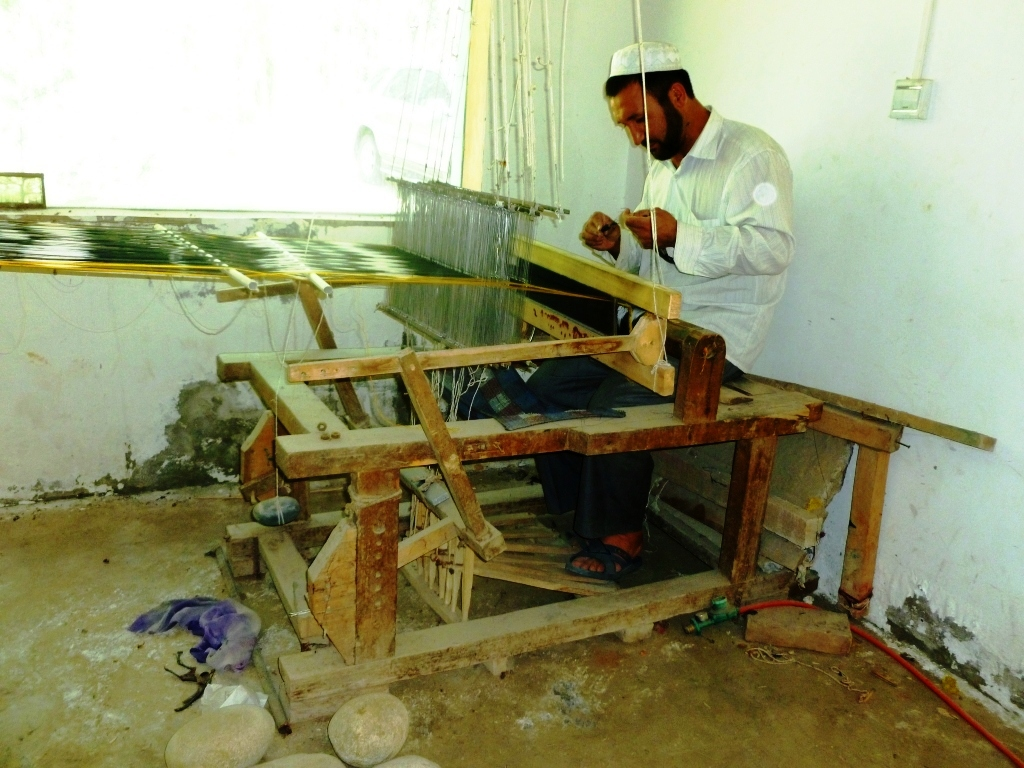
Шёлк, вытканный в Хотане
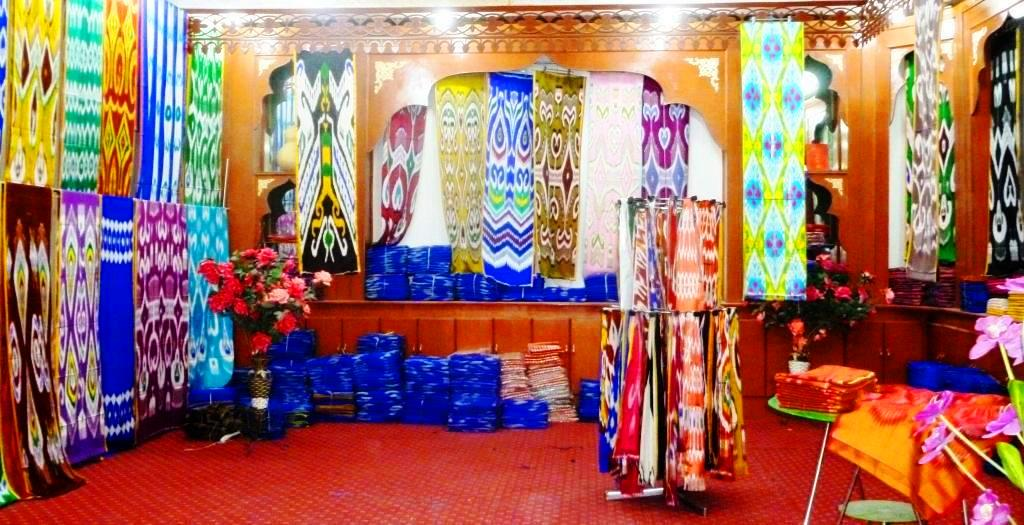
Хотанские шелка на выставке в магазине
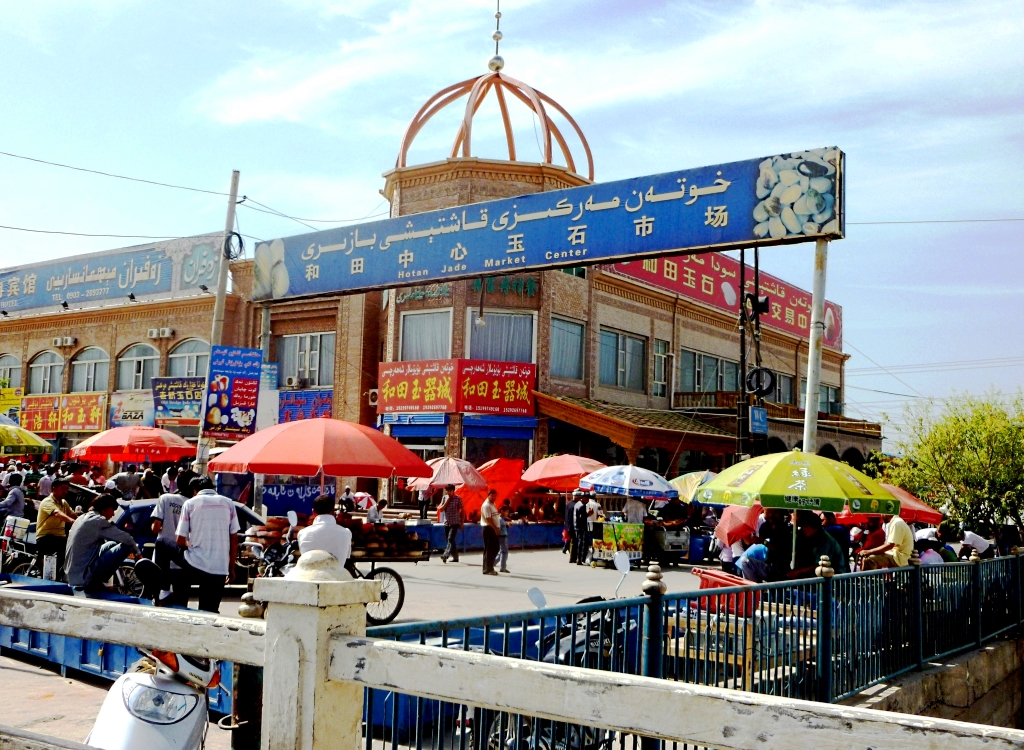
Вход в центр нефритового рынка Хотана